# Двайт Філліпс
Двайт Філліпс (англ. Dwight Phillips; 1 жовтня 1977) — американський легкоатлет, олімпійський чемпіон і багаторазовий чемпіон світу зі стрибків у довжину.

## Виступи на Олімпіадах
| Олімпіада   | Дисципліна        | Місце |
| ----------- | ----------------- | ----- |
| Сідней 2000 | стрибки у довжину | 8     |
| Афіни 2004  | стрибки у довжину | 1     |